# Carul din Trundholm
Carul solar din Trundholm este un obiect de bronz descoperit în 1902 aproape de Nykøbing, în regiunea Sjælland, Vestsjællands Amt din Danemarca. A fost datat din Epoca Bronzului, prin 1400 î.Hr. Este cea mai veche reprezentare a carului solar cunoscută în Europa. Este conservat Muzeul Național al Danemarcei, la Copenhaga.
Carul din Trudholm este un car germanic din bronz placat cu aur. S-a conservat bine din 1650 î.Hr. datorită turbei în care a stat cufundat. Un cal de 20cm trage discul solar. Acest lucru dovedește existența unui cult solar la vechii germani.

## Istoric
Carul solar de la Trundholm a fost descoperit în 1902 de către un țăran în mlaștina de la Trundholm, la Odsherred, aproape de Nykøbing, în regiunea Sjælland.

## Descriere

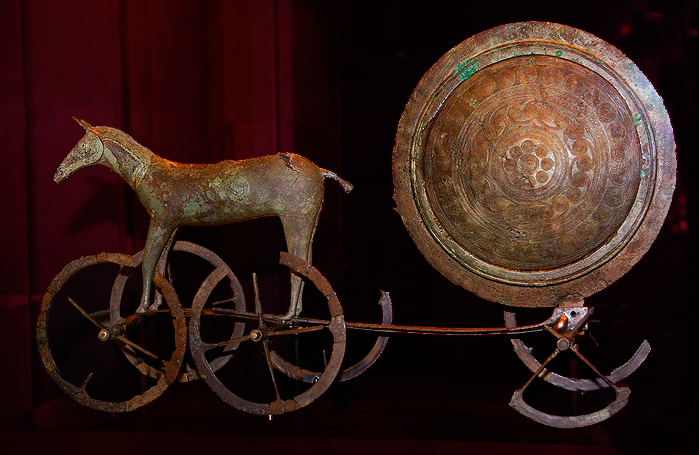
Partea sângă a carului

Piesa, realizată în întregime din bronz, constă dintr-un disc solar tras de un cal, întregul sprijinindu-se pe roți. Setul are o lungime de 60 cm. Calul frumos realizat se sprijină pe patru roți, fiecare cu patru spițe, dintre care doar una a rămas intactă. Discul solar, cu un diametru de 25 cm, se sprijină pe două roți și și-a păstrat o parte din aurire pe o parte.
Fața aurită, situată în dreapta calului, ar reprezenta cursul diurn al Soarelui de la est la vest, cealaltă față, întunecată, cursul nocturn. Probabil carul era condus de Soare, cu excepția cazului în care Soarele era chiar carul.
Este cea mai veche reprezentare a carului solar cunoscută în Europa. Prezența unui car în această regiune este o mărturie rară pentru această perioadă.

## Interpretare
În general se acceptă astăzi că acest car solar este reprezentarea în miniatură a unui car de cult care era plimbat pe un parcurs solar-magic, așa cum ne indică cultele Nerthus, în Germania de Nord și Freyr, în Suedia.
Se pare că obiectul ar fi fost depus drept ofrandă într-un mormânt care apoi a dispărut.

## Cultură
Din 2009, Danemarca a pus în circulație o nouă serie de bancnote. Carul din Trundholm figurează pe noile bancnote cu valoare nominală de 1.000..
O copie a carului solar de la Trundholm este conservată în Muzeul Central Romano-Germanic, din Mainz, în Germania.